# Mechanische energie
De mechanische energie van een lichaam of een stelsel van meerdere lichamen is de som van de kinetische en de potentiële energie van dat lichaam of stelsel.

## Behoudswet
Wanneer de arbeid van alle krachten begrepen is in de potentiële energie, (wat onmogelijk is als er niet conservatieve krachten bij betrokken zijn) blijft die mechanische energie constant.
{\displaystyle \ E_{k}(B)+E_{p}(B)=E_{k}(A)+E_{p}(A)}
Indien dit niet het geval is, dan neemt de mechanische energie toe met een bedrag gelijk aan de arbeid geleverd door die krachten. (Er moet wel rekening mee gehouden worden dat de arbeid van niet conservatieve krachten negatief is).
{\displaystyle \ E_{k}(B)+E_{p}(B)=E_{k}(A)+E_{p}(A)+W}
W: de arbeid van alle krachten die niet verrekend zijn in de potentiële energie.
Opmerking: de betrekking {\displaystyle \ E_{k}(B)+E_{p}(B)=E_{k}(A)+E_{p}(A)+W} is gelijkwaardig met de wet: "De arbeid verricht door alle krachten is gelijk aan de toename van kinetische energie". Deze wet is altijd toepasbaar.